# Kahlenbergstift

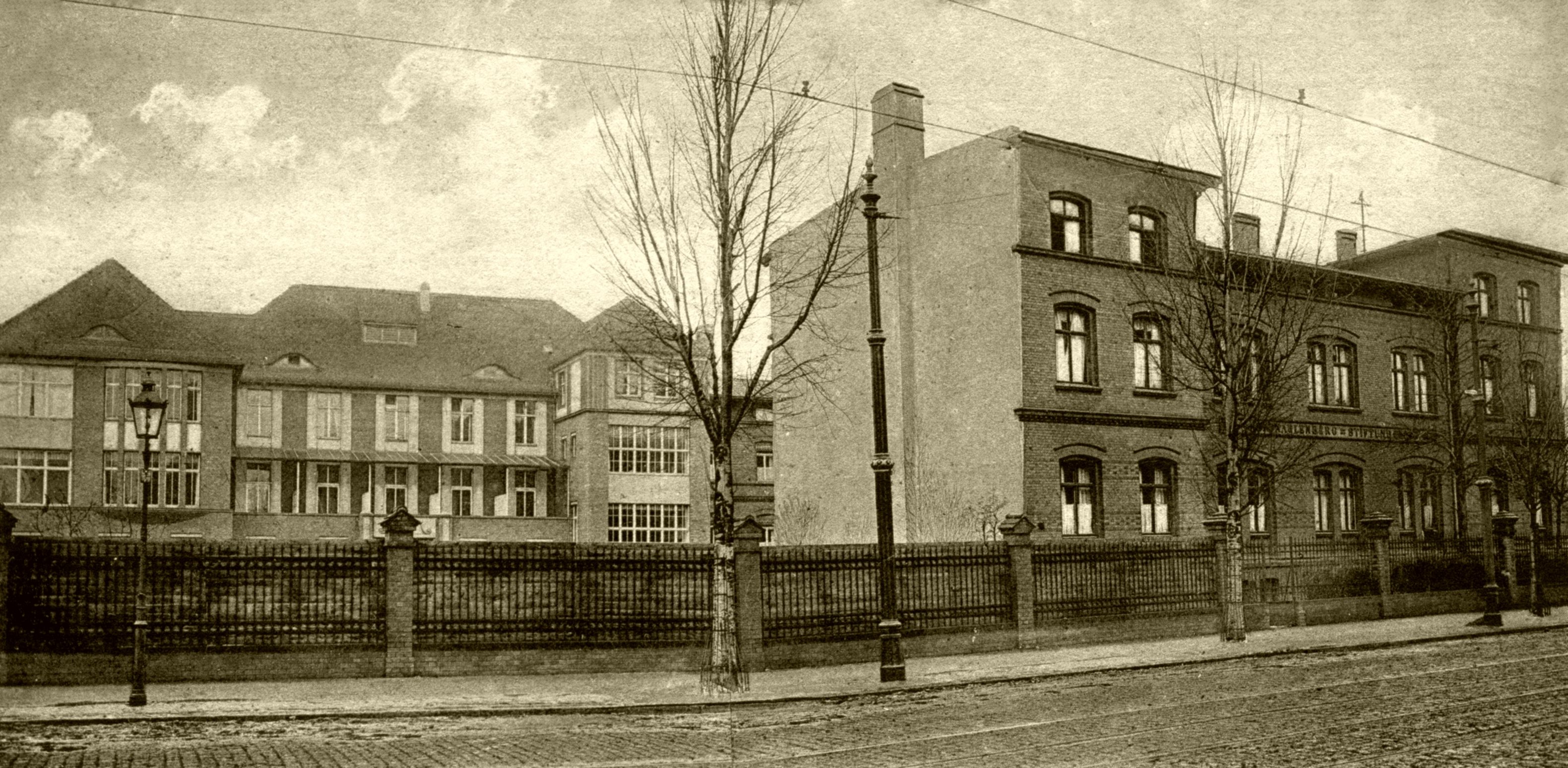
Kahlenbergstift um 1941

Das Kahlenbergstift war ein Krankenhaus im Magdeburger Stadtteil Stadtfeld West.

## Geschichte
Die Gründung der Stiftung erfolgte 1883 durch den Magdeburger Kaufmann August Wilhelm Kahlenberg (1801–1883).
Bereits 1881 begann im Haus „Zum schwarzen Adler“ am Thränsberg 37b das spätere Rotkreuz-Mutterhaus Kahlenbergstiftung unter der Leitung von Theodor Sendler (1819–1896) die Ausbildung von Krankenschwestern, indem die linke Hälfte des Obergeschosses für 12 bis 15 Patienten als Klinik eingerichtet wurde. Von 1887 bis 1896 errichtete die Stiftung im damals neu entstehenden Stadtteil Wilhelmstadt, dem späteren Stadtfeld, eines der ersten Krankenhäuser der Stadt. Es diente auch als Pflegeheim und zur Ausbildung in der Krankenpflege. Hier war Emanuel Aufrecht als Lehrkraft tätig. Johannes Benjamin Brennecke operierte an der Klinik. Theodor Sendler (1819–1896) übernahm die Leitung der Inneren Abteilung, sein Sohn Paul (1848–1907) die der Chirurgischen Abteilung. Von 1913 bis 1945 leitete Max Penkert die gynäkologisch-geburtshilfliche Abteilung des Kahlenbergstiftes.
Bei Luftangriffen im Zweiten Weltkrieg wurde das Krankenhaus schwer getroffen, jedoch bald wieder instand gesetzt. Es gab Abteilungen für Innere Medizin, Gynäkologie, Chirurgie und Urologie. Im Jahr 1957 zogen sämtliche Abteilungen in die Medizinische Akademie Magdeburg, das heutige Universitätsklinikum Magdeburg. Im Gegenzug zog das Lazarett der sowjetischen Streitkräfte vom Gelände der Akademie in das Kahlenbergstift.
Mit dem Abzug der sowjetischen Armee Anfang der 1990er Jahre endete die Geschichte des Kahlenbergstifts als Krankenhaus. Die historischen Gebäude wurden zwar unter Denkmalschutz gestellt, eine Nachnutzung unterblieb jedoch.
Mitte der 1990er Jahre erwarb ein Unternehmen aus Baden-Württemberg das Gelände. Zur Beseitigung von Altlasten wurden größere Mengen des Erdbodens ausgetauscht. Die Sanierung des Kahlenbergstifts wurde, bedingt durch den enormen Investitionsbedarf, immer wieder verschoben, so dass sich die Gebäudesubstanz deutlich verschlechterte. Anfang März 2011 kam es zu Bränden im Gebäudekomplex. Danach wurde im April 2011 mit dem Abriss der historischen Gebäude begonnen. Lediglich der originale Schriftzug Kahlenberg - Stiftung wurde erhalten und ist vor Ort in eine Mauer eingelassen. 
Bereits 1998 entstand auf dem nördlichen Teil des Geländes der Wohnpark Kahlenberg-Stift mit 208 Eigentumswohnungen in viergeschossigen Wohngebäuden. Die Gestaltung erfolgte durch die Architekten Hanfried Schütte/Culmann + Wedemeyer. 